# Mikel Gogorza
Mikel Johan Gogorza Krüger-Johnsen (* 27. September 2006) ist ein dänischer Fußballspieler.
Er spielt seit seiner Jugend beim FC Midtjylland, wo er im Februar 2024 sein Profidebüt gab. Zudem ist Gogorza dänischer Nachwuchsnationalspieler.

## Leben
Mikel Gogorzas Mutter ist Dänin, sein Vater ist aus dem Baskenland, weshalb er sowohl den dänischen als auch den französischen Pass besitzt. Er hatte mit vier Jahren mit dem Fußballspielen angefangen, als er B 1903 Kopenhagen beitrat und kam über Umwege bei BK Søllerød-Vedbæk, der Jugendabteilung von Lyngby BK sowie der Fußballschule des FC Kopenhagen im Jahr 2021 in die Akademie des FC Midtjylland im zentraljütischen Herning. Am 18. Februar 2024 gab Gogorza im Alter von 17 Jahren bei der 0:1-Niederlage im Auswärtsspiel bei Brøndby IF sein Profidebüt in der Superliga. Mit genauer gesagt 17 Jahren sowie 144 Tagen ist er der jüngste Spieler, der im Trikot des FCM sein Pflichtspieldebüt gab.
Mikel Gogorza ist parallel zu seiner Laufbahn im Vereinsfußball auch Nachwuchsnationalspieler Dänemarks und trug bisher die Trikots der Altersklassen U18 und U19. Mit der U19-Nationalmannschaft nahm er an der U19-Europameisterschaft 2024 in Nordirland teil und schied dort mit seiner Mannschaft als Gruppenletzter aus. Er kam in allen drei Spielen zum Einsatz und schoss zwei Tore.